# Teodoro Fernández

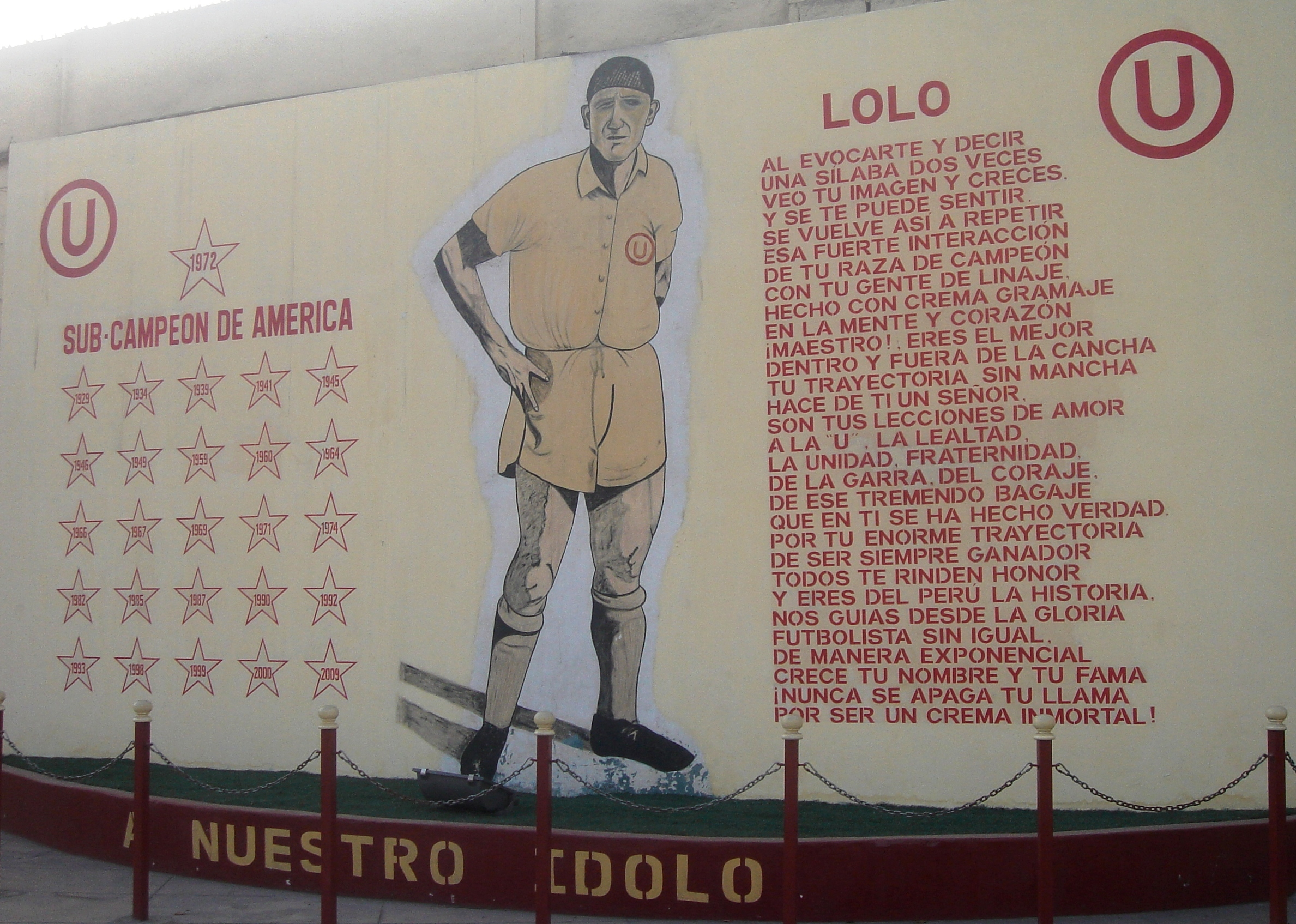
Teodoro "Lolo" Fernández

Teodoro Fernández Meyzán (Cañete, 20 mei 1913 – Lima, 17 september 1996) was een profvoetballer uit Peru. Hij speelde tussen 1931-1953 als aanvaller bij onder andere Universitario de Deportes. De bijnaam van Fernández was Lolo.

## Clubcarrière
Fernández begon als profvoetballer in 1931 bij Universitario de Deportes.

## Interlandcarrière
Fernández debuteerde in het nationale elftal van Peru in 1935. In 1939 won de aanvaller met zijn land de Copa América. Hij nam met zijn vaderland eveneens deel aan de Olympische Spelen van 1936 in Berlijn.

## Erelijst
Universitario de Deportes
- Primera División

1934, 1939, 1941, 1945, 1946 en 1949
- Topscorer Primera División

1932, 1933, 1934, 1939, 1940, 1942, 1945
 Peru
- Copa América

1939